# Union der Dominikanerinnen (Österreich)
Die Union der Dominikanerinnen war ein 1968 gegründeter Zusammenschluss von Klöstern der Dominikanerinnen in Österreich.

## Klöster
- Seit 1904 bis heute Kloster Marienberg in Bregenz/Vorarlberg.
- Bis 1983 Kloster Thalbach in Bregenz, seit 1983 gehört das Kloster der Geistlichen Familie „Das Werk“.
- Seit 1887 bis ? Ehemaliges Dominikanerinnenkloster in Friesach/Kärnten.
- Bis 2012 Kloster des Hl. Rosenkranzes, zuerst Gleisdorf, dann bei der Münzgrabenkirche in Graz/Steiermark. Die Schwestern übersiedelten 2012 in eine Pflegeeinrichtung.
- 1971 bis 2010 Kloster Hilariberg in Kramsach/Tirol[1], die Schwestern übersiedelten 2010 in das Kloster St. Josef in Friesach.
- Bis 2011 Kloster San Domenico in Neggio/Tessin/Schweiz, die Schwestern kehrten ins Bregenzer Kloster Marienberg zurück.